# Distretto di Wadi al-Hayaa
Il distretto di Wadi al-Hayaa (in arabo شعبية وادي الحياة) è uno dei 22 distretti della Libia. Si trova nella regione storica del Fezzan. Il Capoluogo è Ubari.
Wadi al Haya confina con i seguenti distretti:
- Wadi al-Shatii a nord;
- Sebha a est;
- Murzuch a sud;
- Ghat a ovest.